# Бржосньовський Володимир
Володимир Бржосньовський (Бріосневський; (нар.1887 або 1890 — пом. 1937?) — український релігійний діяч, єпископ Білоцерківський, згодом Катеринославський УАПЦ.

## Біографія
Висвячений на священника 1912 року.
Станом на 1921 рік був священником у селі Шпендівка Білоцерківського повіту.
Сан протоієрея одержав на церковному соборі Київщини 22-26 травня 1921 року.
Як головноуповноважений ВПЦР у Білоцерківському повіті брав участь у І Всеукраїнському Православному Церковному Соборі УАПЦ 14–30 жовтня 1921 року.
Того ж року був висвячений на єпископа Білоцерківського УАПЦ.
У 1924 році разом із єпископами перейшов до Діяльно-Христової Церкви разом із єпископом Петром Тарнавським та, став одним з керівників цього братства. Натомість був відлучений від УАПЦ.
Повернувся до УАПЦ в 1926-1927 роках. З 1928 по 1930 роки був єпископом Катеринославським.
Заарештований радянською владою 1937 року, вивезений до Котласу в Архангельській області Росії. Подальша доля невідома.